# Teateråret 1973

## Händelser

### Okänt datum
- Claes Sylwander avgår som chef för Folkteatern i Göteborg och efterträds av Iwar Wiklander

## Priser och utmärkelser
- O'Neill-stipendiet tilldelas Olle Hilding
- Thaliapriset tilldelas Sven Wollter
- Birgit Nordin utnämns till hovsångerska

## Årets uppsättningar

### Januari
- 18 januari – Lars Johan Werles pjäs Tintomara efter Carl Jonas Love Almqvists bok Drottningens juvelsmycke uruppförs på Kungliga Teatern som ett led i dess 200-årsjubileum [1].

### Okänt datum
- Hans Alfredson och Tage Danielssons revy Glaset i örat har premiär på Berns i Stockholm
- Staffan Göthes pjäs Nordanvinden eller Den unge Lars Wexiö skola har urpremiär